# Kiss the Boy (나하란의 만화)
《Kiss the Boy》(키스 더 보이)는 나하란의 순정 만화로, 2003년 1월 27일부터 동년 5월 7일까지 8권에 걸쳐 연재되었다.

## 줄거리
주인공인 한유나는 몸과 마음은 연약한 여느 여학생과 다르지 않지만 거친 폭력세계를 주름잡아 준성고의 짱이 되었으며 베일에 싸인 10대 가수 다비드의 열성 팬이기도 하다. 준성고 킹카 강시현은 유나의 이런 거침없는 모습에 첫눈에 반하게 되고 베일에 싸인 가수 다비드가 정말로 유나 앞에 나타나게 된다.

## 등장 인물
- 한유나
- 강시현
- 다비드